# Ovobulbus
Ovobulbus is een geslacht van spinnen uit de  familie van de Oonopidae (dwergcelspinnen).

## Soorten
- Ovobulbus boker Saaristo, 2007
- Ovobulbus bokerella Saaristo, 2007
- Ovobulbus elot Saaristo, 2007